# Vulcan changeup
A vulcan changeup (más néven vulcan vagy trekkie) baseball-dobódobás, changeup-típus, mely szorosan a forkball és a split-finger fastball dobásokhoz hasonlít. A vulcan a circle changeup változata, mely rendkívül hatékony tud lenni. A dobásnál – a forkballhoz és a split-finger fastballhoz hasonlóan – a dobó a labdát a két ujja között szorítja, azonban a forkballal ellentétben ez a két ujj nem a középső és a mutató, hanem a középső és a gyűrűs ujj, mellyek a vulcani kézjelhez hasonló V alakot formáznak. A vulcant a gyorslabdák kézsebességével dobják, azonban a hüvelykujj lefelé való forgatásával pronálják a kézfejet, hogy nagyobb lefelé irányuló mozgása legyen.
A vulcant Joe Nelson találta ki az alsó-középiskolai edzője javaslatára. A dobás ritka a Major League Baseballban. Ian Kennedy azért dobja a changeup ezen válfaját, mivel „kényelmesebb és nagyobb mozgása van”. A további vulcan-dobók közé tartozik John Gant, Randy Tomlin visszavonult felváltó, illetve Éric Gagné visszavonult all-star záródobó, akinek a vulcanját az egyik legjobb dobásának tartották. Roy Oswalt a 2010-es szezon után felvette a repertoárjába a vulcant, és előnyben részesítette a circle changeuppal szemben.
Joe Nelson azért nevezte el vulcannak a dobást, mivel „Vagy Nanu Nanu vagy Vulcan lett volna [a dobás neve]. Spock menőbb szereplőnek tűnt, mint Mork.” A dobásra a „Trekkie” becenév is ráragadt, mely a vulcani kézjel Star Trekes eredetére utal.

## Fordítás
- Ez a szócikk részben vagy egészben  a   Vulcan changeup című angol Wikipédia-szócikk ezen változatának fordításán alapul.  Az eredeti cikk szerkesztőit annak laptörténete sorolja fel. Ez a jelzés csupán a megfogalmazás eredetét és a szerzői jogokat jelzi, nem szolgál a cikkben szereplő információk forrásmegjelöléseként.